# Tevž
Tevž je moško osebno ime.

## Izvor imena
Ime Tevž je različica imena Matevž.

## Pogostost imena
Po podatkih Statističnega urada Republike Slovenije je bilo na dan 31. decembra 2007 v Sloveniji 170 oseb z imenom Tevž.

## Osebni praznik
Tevž goduje skupaj z Matevžem, odnosno Matejem, to je 21. septembra.